# Status quaestionis
"Status Quaestionis" és una locució llatina que es refereix a les aportacions que altres autors han fet prèviament, i que s'han de conèixer per comprendre la qüestió a ser tractada. Acostuma a ser el primer pas de qualsevol recerca, especialment les tesis del doctorat.